# Cecropia tacuna
Cecropia tacuna är en nässelväxtart som beskrevs av C. C. Berg och P. Franco Rosselli. Cecropia tacuna ingår i släktet Cecropia och familjen nässelväxter. Inga underarter finns listade i Catalogue of Life.